# U 671
U 671 war ein deutsches Unterseeboot des Typs VII C, auch als „Atlantikboot“ bezeichnet. Es wurde durch die deutsche Kriegsmarine während des U-Boot-Krieges im Zweiten Weltkrieg im Nordatlantik und im Ärmelkanal eingesetzt, wo es am 4. August 1944 versenkt wurde.

## Technische Daten
Mit Kriegsbeginn stellte die Hamburger Howaldtswerft ihre Produktion vollständig auf den U-Bootbau ein. Diese Werft war für einen jährlichen Ausstoß von 16 U-Booten eingeplant. Ab Mitte 1943 war die Produktion von jährlich 22 Booten vorgesehen – diese Zahlen konnten jedoch nie erreicht werden. Bis Kriegsende lieferten die Howaldtswerke Hamburg insgesamt 33 U-Boote an die Kriegsmarine aus, alle vom Typ VII C. U 671 gehörte zum dritten Bauauftrag, der von Seiten der Kriegsmarine an die Howaldtswerft erging. Das Boot hatte eine Länge von 67 m und eine Verdrängung von 865 m³ unter Wasser. Es verfügte über zwei Dieselmotoren, die über Wasser eine Geschwindigkeit von 17 kn ermöglichten. Bei der Unterwasserfahrt trieben zwei Elektromotoren das Boot zu einer Geschwindigkeit von 7 kn an. Die Bewaffnung bestand (bis 1944) aus einer 8,8-cm-Kanone und einer 2-cm-Flak an Deck, sowie vier Bugtorpedorohren und einem Hecktorpedorohr. Üblicherweise führte ein VII C-Boot 14 Torpedos mit sich. U 671 war mit einem Schnorchel ausgestattet, der an einem umklappbaren Mast angebracht war und eine längere Unterwasserfahrt ermöglichte. Der Schnorchel gewährleistete die Frischluftzufuhr und leitete gleichzeitig die giftigen Abgase der Dieselmotoren ab. Somit war es möglich, den Diesel unter Wasser zu betreiben, was eine Entdeckung des Bootes unwahrscheinlicher machte und seine Unterwassergeschwindigkeit erhöhte.
Wie die meisten deutschen U-Boote seiner Zeit führte auch U 671 ein bootsspezifisches Zeichen. Diese Symbole wurden meist während der Ausbildungszeit, manchmal auch infolge eines besonderen Ereignisses, von der Besatzung ausgewählt, dann üblicherweise am U-Boot-Turm angebracht und von den Soldaten an Mützen und Schiffchen getragen. Das Zeichen von U 671 war der Kopf eines Hirschen, der einen Orden um den Hals trägt.

## Einsatz und Geschichte
Bis zum 30. April 1944 gehörte U 671 als Ausbildungsboot zur 5. U-Flottille, dann wurde es der 3. U-Flottille als Frontboot zugeteilt. Der Kommandant des U-Bootes, Oberleutnant zur See August-Wilhelm Hewicker, wurde im Mai 1943 zu einer Gefängnisstrafe verurteilt, aus dem Offizierskorps entlassen, zum Matrosen degradiert und in Rathenow inhaftiert. Ihm wurde Anstiftung zu einer Straftat und Zurückhalten eines Meldung vorgeworfen.
Das Boot lief von Kiel am 13. Mai zu seiner ersten Unternehmung aus. Der neue Kommandant Oberleutnant zur See Wolfgang Hegewald patrouillierte zunächst mit dem Boot im Nordatlantik. Am 25. Juni erreichte U 671 die Seinebucht. Kommandant Hegewald gelang kein erfolgreicher Angriff in diesem vielbefahrenen Operationsgebiet, da die alliierten Transporte durch zahlreiche Kriegsschiffe effizient gesichert wurden. Am 2. Juli wurde U 671 von mehreren Schiffen – nach Hegewalds Vermutung handelte es sich um Zerstörer – aufgespürt und angegriffen. Dabei wurde das Boot durch Wasserbombendetonationen so nachhaltig beschädigt, dass Hegewald sich entschloss, die Unternehmung abzubrechen und den nächstgelegenen, geeigneten Hafen anzulaufen. Er wählte Boulogne-sur-Mer, wo U 671 am 5. Juli einlief. Da der dortige Marinestützpunkt über kein adäquates Fachpersonal verfügte, wurden 30 Techniker von einem anderen Stützpunkt nach Boulogne-sur-Mer beordert, um U 671 wieder instand zu setzen. Das technische Personal musste in einer zeitaufwändigen und riskanten Fahrt über Land von Saint-Nazaire aus anreisen. Es gelang den Technikern, das Boot wieder einsatzfähig zu machen. Von Boulogne-sur-Mer lief das Boot am 26. Juli zu seiner zweiten Unternehmung aus.

### Versenkung

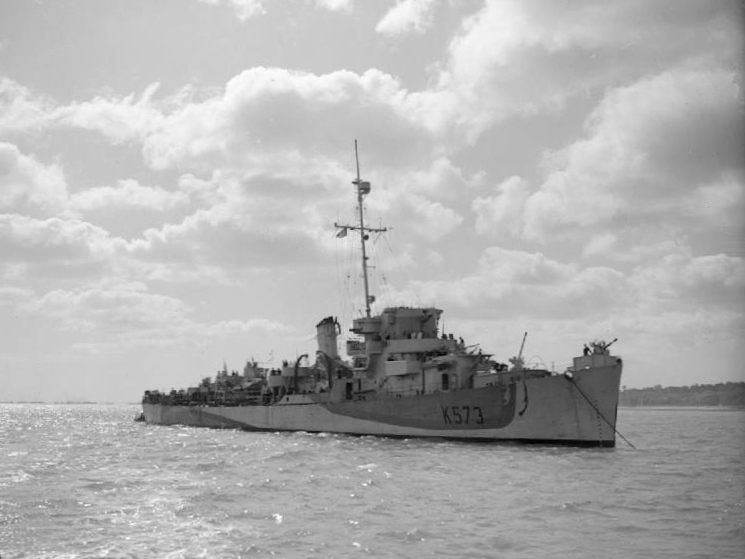
Die HMS Stayner war an der Versenkung von U 671 beteiligt.

Ziel war das Seegebiet um die Isle of Wight, wo U 671 patrouillieren sollte. Doch bereits kurze Zeit nach dem Auslaufen erwies sich der Schnorchel als schadhaft, so dass Hegewald erneut Boulogne-sur-Mer anlaufen ließ. Am 1. August lief U 671 wieder aus, doch die Situation hatte sich nicht wesentlich gebessert. Robert Schröter, Leitender Ingenieur des Bootes und späterer Philologe, stellte fest, dass bei jedem Ausklappen des Schnorchels vier Tonnen Seewasser in das Boot eindrangen. Erneut ließ Hegewald, mittlerweile zum Kapitänleutnant befördert, das Boot wenden, um nach Boulogne-sur-Mer zurückzukehren.
U 671 wurde am 4. August 1944 im Ärmelkanal südlich von Newhaven von der britischen Fregatte HMS Stayner aufgespürt, die nach deutschen Schnellbooten suchte und daher die für die U-Bootjagd verwendeten Hedgehog-Werfer nicht geladen hatte. Die Fregatte fuhr zunächst drei Angriffe mit Wasserbomben, denen Hegewald erfolgreich ausweichen konnte. Schließlich gelang es der  HMS Stayner und der HMS Wensleydale das U-Boot mit Wasserbomben zu versenken. Die Wensleydale nahm einige Überlebende an Bord, die unter Wasser aus dem U-Boot ausgestiegen waren, als offensichtlich wurde, dass U 671 nicht mehr zu retten war.
Bei der Versenkung des Bootes kamen 47 Mann ums Leben, 4 Besatzungsmitglieder, u. a. Robert Schröter, konnten gerettet werden.